# ヴィタリー・フェドルチュク
ヴィタリー・ワシリエヴィッチ・フェドルチュク（Вита́лий Васи́льевич Федорчу́к、Vitaly Vasilyevich Fyodorchuk、1918年12月17日 - 2008年2月29日）は、ソビエト連邦の政治家。ウクライナ人。第5代ソ連国家保安委員会（KGB）議長、ソ連内務大臣（在任期間：1982年から1986年）を歴任した。上級大将。

## 来歴・人物
1918年12月17日にジトミール州ルージンスキー地区オグネフカ村の農家に誕生する。1939年、内務人民委員部（NKVD）に入る。1940年、ソ連共産党に入党。1970年、ウクライナKGB議長に就任。ウクライナ民族主義者に対する抑圧やバプティスト派、東方帰一教会派などキリスト教諸派に対する弾圧など反体制側に対する強硬な弾圧者として知られた。
1982年5月、ユーリ・アンドロポフの後任としてソ連国家保安委員会議長に就任する。同年11月、KGB議長に任命されて、わずか6ヶ月で内務大臣に転出する。この人事は、当時のクレムリノロジスト（ソ連政治のアナリスト）によってさまざまな観測がなされたが、その当時から降格ではなく、ソ連共産党書記長となったアンドロポフによって内務省内のブレジネフ派の一掃を図るものと見なされた。1986年ゴルバチョフによって内相の任を解かれ、ソ連国防省監察総監部会に入る。ソ連崩壊後、読売新聞のインタビューを受けている。年金生活をしていたが、2008年死去。
| 公職                          | 公職                                          | 公職                          |
| ----------------------------- | --------------------------------------------- | ----------------------------- |
| 先代 ニコライ・シチョーロコフ | ソビエト連邦内務大臣 第6代：1982年 - 1986年   | 次代 アレクサンドル・ヴラソフ |
| 先代 ユーリ・アンドロポフ     | ソビエト連邦 国家保安委員会議長 第5代：1982年 | 次代 ヴィクトル・チェブリコフ |